# Albanien i olympiska sommarspelen 1972
Albanien deltog i de olympiska sommarspelen 1972 med en trupp bestående av fem deltagare, fyra män och en kvinna, vilka deltog i tre tävlingar i två sporter. Ingen av landets deltagare erövrade någon medalj.